# Peter Gärdenfors

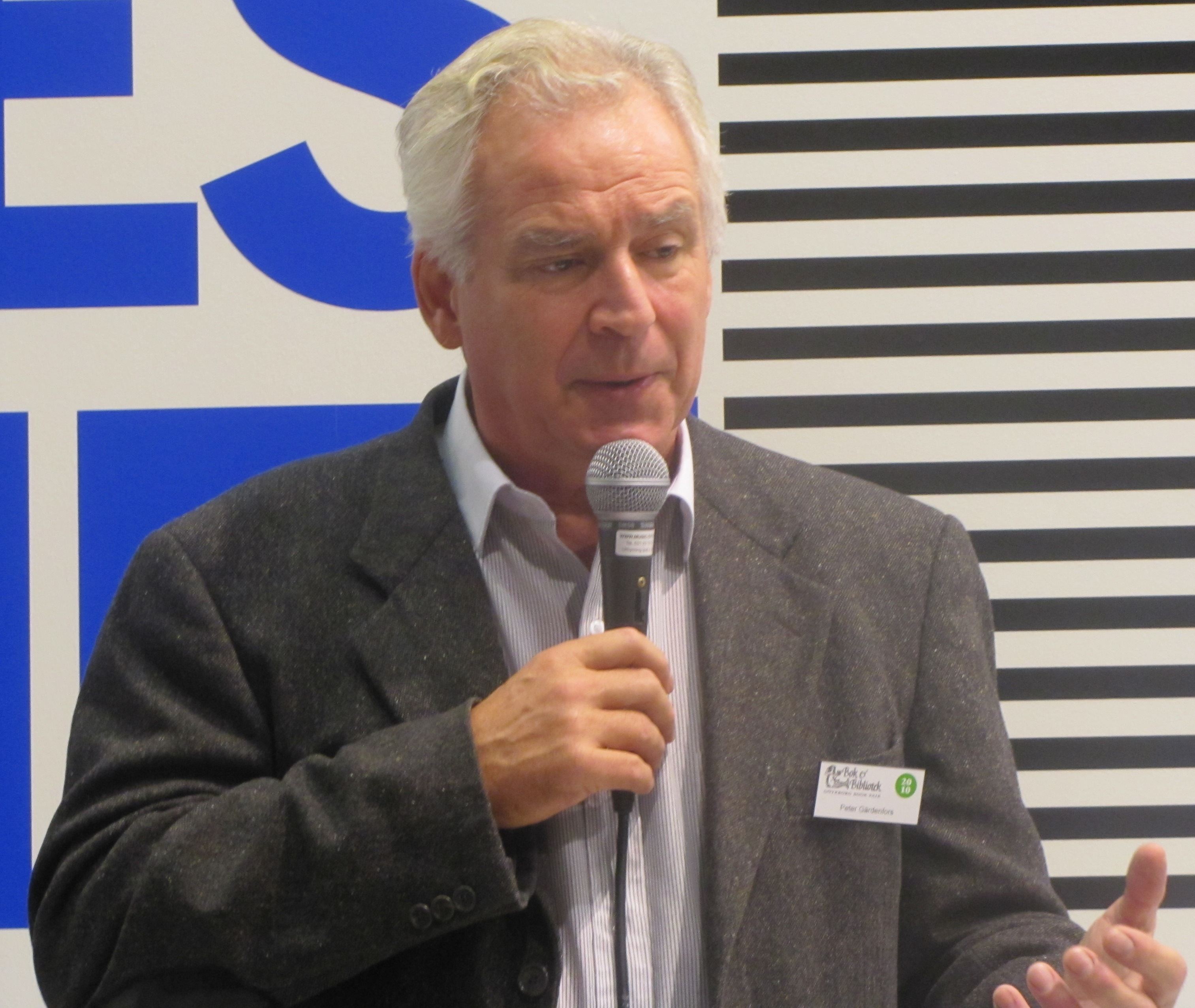
Peter Gärdenfors 2010

Björn Peter Gärdenfors (* 21. September 1949) ist ein schwedischer Philosoph und Professor für Kognitionswissenschaft an der Universität Lund. 

## Leben
1974 wurde er mit einer Arbeit über Group Decision Theory promoviert. Als einer der international einflussreichsten Philosophen Schwedens ist er Mitglied der Vitterhetsakademien sowie der Königlich Schwedischen Akademie der Wissenschaften. 1996 erhielt er den Rausing Preis. 1999 wurde er zum Mitglied der Academia Europaea gewählt, 2003 zum Mitglied der Leopoldina. Im Jahr 2014 wurde er mit einem Senior Fellowship des Zukunftskollegs der Universität Konstanz ausgezeichnet. Für 2025 wurde Gärdenfors der Jean-Nicod-Preis zugesprochen.

## Forschungsinteresse
In seiner Forschung interessiert sich Gärdenfors für Wissenschaftsphilosophie, Entscheidungstheorie, belief revision und nichtmonotones logisches Schließen. In den Kognitionswissenschaften formulierte er die Theorie der Begriffsräume (Conceptual space).
Mit ihr versucht er unter anderem zu erklären, wie Menschen lernen, Objekte jeweils einer Klasse zuzuordnen, z. B. bestimmte Früchte dem Konzept „Apfel“. Er beansprucht damit, eine Zwischenposition einzunehmen zwischen zwei zentralen Theorien über den menschlichen Geist: einerseits der klassischen rationalistischen Annahme, menschliches Denken basiere primär auf Algorithmen und Lernen auf der Aneignung von Definitionen und Regeln, um mit Symbolen zu operieren, und andererseits der seit den 1970er Jahren Theorie des Assoziationismus oder Konnektionismus, die davon ausgeht, dass der Mensch Begriffe aufgrund von Beispielen und Ähnlichkeiten erlernt.

## Karriere
Neben seiner Arbeit an der Universität Lund lehrte und forschte Gärdenfors als Gastwissenschaftler an verschiedenen international renommierten Universitäten:
- Princeton University (1973–1974)
- Stanford University (1983–1984)
- University of Auckland (September 1986)
- Australian National University (1986–1987)
- Universidad de Buenos Aires (November 1990)
- École Normale Superieur, Cachan (June 1992)
- Universität La Sapienza, Rom (May 1995)
- CREA, Paris (October 1999)
- Swedish Collegium for Advanced Study in the Social Sciences (SCASSS), Uppsala (2003–2004)
- University of California, San Diego (January-February 2005)
- British Academy (April 2005)
- Universita Ca' Foscari di Venezia (May-June 2005)

## Veröffentlichungen (Auswahl)
- Knowledge in Flux: Modeling the Dynamics of Epistemic States, Bradford Books, MIT Press, 1988. ISBN 0-262-57082-3.
- Conceptual Spaces, Bradford Books, MIT Press, 2000. ISBN 0-262-07199-1.
- How Homo Became Sapiens: On the Evolution of Thinking, Oxford University Press, 2003. ISBN 0-198-52851-5.
- The Dynamics of Thought, Springer Verlag, 2005. ISBN 1-402-03398-2.